# Etiella
Etiella is een geslacht van vlinders van de familie snuitmotten (Pyralidae), uit de onderfamilie Phycitinae.

## Soorten
- E. behrii (Zeller, 1848)
- E. chrysoporella Meyrick, 1879
- E. grisea Hampson, 1903
- E. hobsoni (Butler, 1881)
- E. scitivittalis (Walker, 1863)
- E. walsinghamella Ragonot, 1888
- E. zinckenella - Peultjesmot Treitschke, 1832